# Туренин, Иван Самсонович
Иван Самсонович Туренин-Оболенский († 1597) — князь, дворянин московский, воевода и наместник, окольничий в царствование Ивана Грозного и Фёдора Ивановича.
Рюрикович в XXI колене, сын воеводы князя Самсона Ивановича Туренина († после 1556). Братья — князья Дмитрий, Никита, Михаил и Василий Туренины.

## Биография
Участвовал в церемониях на свадьбе Владимира Андреевича и княжны Евдокии Романовны Одоевской (28 апреля 1555). В 1575—1576 года — воевода в крепости Копье. В 1577 году водил сторожевой полк из Пскова в Ливонию, затем стоял в Тарусе с передовым полком вторым воеводой. В 1578 году воевода, прибыл на службу в Калугу из Зарайска.
В 1579 году упоминается в Ливонском походе. В 1581 году — второй воевода в Юрьеве Ливонском, затем командовал сторожевым полком в походе из Можайска к Смоленску, а оттуда — под Могилёв. В 1582 году — первый воевода в Торопце, откуда отправлен в Муром, чтобы вести полк левой руки против мятежников во время Третьей черемисской войны. В 1583 году привёл большой полк в Нижний Новгород для дальнейшего похода к Копани. Зимой 1584/1585 года — первый воевода в Чернигове, а осенью командовал передовым полком на Оке, у Алексина. За ним числится вотчина село Богородицкое в Московском уезде (1584).
В 1586 года — воевода в Чернигове, затем ходил «по литовским вестем» к Можайску со сторожевым полком вторым воеводой. Отправился приставом при князе Иване Петровиче Шуйском, на Белоозеро, получив приказание, привезя арестованного в темницу, покончить с ним, измучивши, а потом сжечь (1587). В 1589 году — второй воевода передового полка в Серпухове. Зимой 1589/1590 года участвовал в походе царя Фёдора Иоанновича к Новгороду Великому и брал с передовым полком Копорье у шведов.
В 1591 году прислан 2-м воеводой в Тулу и после изгнания крымского хана Казы-Гирея от Москвы оставлен в Туле. Пожалован в окольничии и отозван в Москву (06 августа 1591). В 1592 году — второй воевода полка правой руки в Алексине, затем переведён в Одоев. В 1593 году — второй воевода сторожевого полка в Коломне. В 1594 году — первый воевода в Новгороде Великом. Наместник Калужский, был уполномоченным послом для заключения мирных условий со шведами (1595). На съезде, на реке Нарове, около Ивангорода, подписал довольно благоприятный для России договор (18 мая 1595).
В 1597 году князь Иван Самсонович Туренин скончался.

## Семья
Дети:
- Василий Иванович Жар Туренин († 1634), воевода
- княжна Мария Ивановна жена князя Кольцова-Мосальского Андрея Владимировича.
- княжна Елена Ивановна († 1624), жена боярина и воеводы князя Ивана Семёновича Куракина († 1632)[1].